# 서울방이초등학교
서울방이초등학교는 대한민국 서울특별시 송파구 방이동에 있는 공립 초등학교이다.

## 학교 연혁
- 1982년 4월 4일 서울방이국민학교 개교식(중대초에서 1,603명 분리 수용)
- 1988년 8월 31일 신가국민학교 분리(551명)
- 1989년 2월 8일 오륜국민학교 분리(158명)
- 1992년 8월 27일 방산국민학교 분리(1,104명)
- 1996년 3월 1일 현재 교명으로 변경
- 1996년 5월 27일 도서관 개관(장서 4,046권)
- 2004년 12월 22일 방이 정보관 개관
- 2010년 3월 31일 돌봄교실 설치
- 2011년 10월 12일 방이오름교육관, 양궁훈련장 개관식
- 2014년 5월 19일 병설유치원 개원식
- 2016년 2월 5일 제33회 졸업식(137명)
- 2017년 1월 20일 학생용 교구장 설치(1-4학년 19개 교실)
- 2017년 2월 14일 제34회 졸업식(56명)
- 2017년 3월 1일 제12대 김종환 교장 취임
- 2017년 12월 31일 건물 외부도색 공사 완료
- 2018년 2월 13일 제35회 졸업식(118명)
- 2018년 9월 1일 별관 화장실 리모델링 공사
- 2018년 11월 1일 전교실 공기청정기 추가 설치
- 2018년 12월 1일 건물 내벽 도색
- 2019년 2월 15일 제36회 졸업식(114명)
- 2019년 3월 1일 꿈을 담은 놀이터 설치
- 2019년 8월 27일 후문 통학로 시설개선 공사
- 2019년 9월 17일 꿈을 담은 놀이터 개장
- 2020년 2월 12일 제37회 졸업식(118명)

## 학교 상징
- 교화 - 목련 : 숭고한 정신과 우애를 다지며 성장하기 바라는 마음
- 교목 - 느티나무 : 어떠한 어려움과 시련에도 굴하지 않고 강인한 정신력과 건강한 몸으로 자라기를 바라는 마음

## 참고 자료
- 서울방이초등학교 - 한국교육학술정보원 학교알리미